# Черкасов, Алексей Иванович (декабрист)
Барон Алексе́й Ива́нович Черка́сов (15 ноября (26 ноября) 1799 — апрель 1855) — участник восстания декабристов.

## Начальное образование
Родился в семье белёвского помещика секунд-майора барона Ивана Петровича Черкасова и его жены (с 31 октября 1793 года)  Марии Алексеевны Черкасовой, урождённой Кожиной.
Воспитывался в Московском университетском пансионе. С 1816 года обучался в Московской школе колонновожатых; 1 февраля (13 февраля) 1817 был зачислен колонновожатым в свиту по квартирмейстерской части. После сдачи экзамена на офицерский чин 26 ноября (8 декабря) 1817 выпущен прапорщиком.

## Служба в армии
По окончании училища командирован в Главную квартиру 1-й армии, затем — в Главную квартиру 2-й армии, а в марте 1818 года — в 3-ю драгунскую дивизию для исправления должности дивизионного квартирмейстера. 1 апреля (13 апреля) 1819 был откомандирован на съёмку Подольской губернии. Труды Алексея Ивановича были вознаграждены: 8 апреля (20 апреля) 1821 он был произведён в подпоручики, 10 июля (22 июля) 1822 «за труды по съёмке» награждён орденом Святой Анны 4-й степени, а 26 ноября (8 декабря) 1823 «за отличия по службе» произведён в поручики. В начале 1825 года барон Черкасов был командирован на съёмку Киевской губернии.

## Участие в тайных обществах
В 1824 году Алексей Иванович вступил в Южное общество; членом Северного общества он не был и не принимал непосредственного участия в событиях на Сенатской площади. После поражения восстания, 30 декабря 1825 (11 января 1826) был издан приказ об аресте Черкасова; 2 января (14 января) 1826 года барон был арестован по месту своей службы во 2-й армии и 18 января (30 января) 1826 доставлен жандармским унтер-офицером Любенко из Тульчина в Санкт-Петербург на городской караул. В тот же день Алексей Иванович был заточён в камеру № 17 Трубецкого бастиона Петропавловской крепости. В препроводительных документах Черкасова значится: «посадить по усмотрению, содержа хорошо», — что свидетельствует о невысокой оценке следствием его вины. В Петропавловской крепости барон находился по 15 февраля (27 февраля) 1827 года.

## Каторга и ссылка
- рост 2 аршина 4 и 6/8 вершка (163,4 см)
- лицо белое, круглое
- глаза темно-карие
- нос посредственный
- волосы на голове и бровях тёмнорусые

Алексей Иванович Черкасов был осуждён по VII разряду и 10 июля (22 июля) 1826 приговорён к каторжным работам на 2 года. 22 августа (3 сентября) 1826 года этот срок был сокращён до года. С 15 апреля (27 апреля) 1827 года по апрель 1828 года содержался в Читинском остроге. После освобождения находился на поселении в Берёзове Тобольской губернии, затем его было разрешено перевести в Ялуторовск. 
28 июля (9 августа) 1837 года определён рядовым в Тенгинский пехотный полк и отправлен на Кавказ. В августе 1838 года произведён в унтер-офицеры, а 3 мая (15 мая) 1839 переведён в Кабардинский егерский полк. С 30 сентября (12 октября) 1840 — юнкер, а с 22 июля (3 августа) 1842 — прапорщик.

## Последние годы
27 января (8 февраля) 1843 года Алексей Иванович вышел в отставку с обязательством жить в имении своей мачехи Пелагеи Андреевны Полонской — селе Володьково Белёвского уезда под строгим секретным надзором полиции. Однако ему были разрешены поездки в Орловскую губернию, где 2 октября (14 октября) 1843 года Черкасов приобрёл имение. Вскоре — 10 апреля (22 апреля) 1844 года — Алексею Ивановичу было дозволено отлучаться и в другие губернии для управления делами мачехи и её детей, а 22 февраля (6 марта) 1851 разрешён приезд в Москву.
26 сентября (8 октября) 1854 Алексей Иванович обвенчался с дочерью майора барона Котца — баронессой Елизаветой Вячеславовной Котц (1817 года рождения), однако его брак был недолгим: в конце апреля 1855 года Алексей Иванович скончался. Спустя 4 месяца со дня кончины Черкасова — 7 августа (19 августа) 1855 — его вдова родила дочь, Марию Алексеевну Черкасову. 26 августа (7 сентября) 1856 в связи с амнистией на семью были распространены все льготы, связанные с ней.